# Michaela Dygruber
Michaela Dygruber (* 14. Februar 1995) ist eine ehemalige österreichische Skirennläuferin. Sie gehörte bis zu ihrem Rücktritt im Juli 2020 dem B-Kader des Österreichischen Skiverbandes an und war auf die technischen Disziplinen Slalom und Riesenslalom spezialisiert. Ihre ältere Schwester Julia Grünwald war ebenfalls als Skirennläuferin aktiv.

## Biografie
Michaela Dygruber stammt aus Rußbach am Paß Gschütt und startet für den heimischen Skiverein. Die mittlere von drei Schwestern besuchte die Skihotelfaschschule in Bad Hofgastein, wo sie die dritte Klasse übersprang.
Im Alter von 15 Jahren bestritt Dygruber in Sölden ihre ersten FIS-Rennen. Anfang des Jahres 2012 gewann sie in ihrer Altersklasse einen nationalen Jugendmeistertitel im Super-G. Knapp drei Jahre nach ihrem Europacup-Debüt im Jänner 2015 konnte sie sich mit Rang sieben in der Kombination von Kvitfjell erstmals unter den besten zehn eines Rennens klassieren, was vorläufig ihr bestes Resultat blieb.
Am 17. November 2018 gab sie im Slalom von Levi ihr Weltcup-Debüt. Am Sljeme in Zagreb gewann sie in ihrem fünften Rennen als 23. erstmals Weltcup-Punkte. Eine weitere Platzierung in den Punkterängen gelang ihr gegen Ende der Saison mit Rang 24 im Slalom von Špindlerův Mlýn. Bei den österreichischen Meisterschaften 2019 in Hinterglemm landete sie einen Achtungserfolg, indem sie sich in ihrer Paradedisziplin Slalom nur Katharina Liensberger und Katharina Truppe geschlagen geben musste und somit die Bronzemedaille gewann.
Infolge fehlender Motivation und ausbleibender Erfolge gab sie am 16. Juli 2020 ihren Rücktritt vom aktiven Skisport bekannt.
Nach Beendigung ihres Studiums begann Dygruber bei der Firma claro zu arbeiten.

## Erfolge

### Weltcup
- 4 Platzierungen unter den besten 30

### Weltcupwertungen
| Saison  | Gesamt | Gesamt | Slalom | Slalom |
| Saison  | Platz  | Punkte | Platz  | Punkte |
| ------- | ------ | ------ | ------ | ------ |
| 2018/19 | 107.   | 15     | 50.    | 15     |
| 2019/20 | 110.   | 10     | 46.    | 10     |

### Weitere Erfolge
- Dritte der Österreichischen Meisterschaften im Slalom 2019
- Österreichische Jugendmeisterin im Super-G 2012
- 10 Siege in FIS-Rennen